# Anton Schütte
Anton Schütte (1817, Coesfeld, Vestfálsko – 1867, New York) byl německý dobrodruh a revolucionář.
Přestože o sobě Schütte tvrdil, že studoval jazykovědu a přírodní vědy ve vestfálském Münsteru a Bonnu a že získal ve Würzburgu doktorát z filozofie, o žádném z těchto studií zatím nebyl nalezen žádný spolehlivý záznam. Jisté je pouze, že se na přelomu let 1846 a 1847 živil jako obchodní zástupce britské společnosti obchodující plynovým osvětlením a dopisovatel německých novin Národní ekonomie.
Schütte se stal členem prestižního Právně-politického spolku čtenářů, jinak vyhrazeného především vídeňským úředníkům, právníkům a profesorům. Tento spolek před vypuknutím revoluce nahrazoval fórum zabývající se dobovými společenskými otázkami. Nutno dodat, že v mezích tuhého metternichovského absolutismu. Byl to totiž právě císařův kancléř Klemens Metternich, který schůze spolku navštěvoval.
Samozvaný doktor Schütte byl za vídeňského Březnového povstání považován za jednoho z nejradikálnějších přispěvatelů liberálních Všeobecných rakouských novin. Proslul též jako výborný řečník zasazující se o přeměnu Rakouského císařství v parlamentní monarchii. Proto byl také už v dubnu 1848 z Vídně vyhoštěn, načež Schütte odcestoval na Frankfurtský sněm. Schütte se přiklonil k revolučně naladěné demokratické levici a následně se vrátil do Vídně jednat o podpoře s Karlem Marxem, jenž zde krátce na přelomu srpna a září 1848 pobýval. Zároveň v téže době Schütte agitoval ve prospěch uherského povstání, které přerostlo v národněosvobozeneckou válku (1848-1849).
Schütte neuspěl. Maršál Windischgrätz si na konci října 1848 revoluční Vídeň podrobil. Necelý rok na to bylo uherské povstání s pomocí vojsk ruského cara Mikuláše I. rozdrceno u Világoše. Schüttemu se však podařilo z obležené Vídně uprchnout a několik let se skrývat. Dopaden byl na jaře roku 1853 při pokusu na falešný pas vycestovat do Vratislavi. Pražský soud jej téhož roku odsoudil k 10 letům vězení v josefovské pevnosti.
Z Josefova Schütte se svými dvěma spoluvězni, rakouskými důstojníky kapitánem Szathmarym a poručíkem Wimpellerem, uprchl 24. července 1857. Trojice pronikla do kuchyně, odtud vystoupali do poloviny komínu, kde jeden z nich vylomil otvor na půdu, odkud přelezli na hradební val, z něhož po rampě sestoupili do příkopu. Nikým nerušeni překonali i glacis v prostoru nad Poklasným mlýnem. Jejich ostraha až ráno zjistila, že pod dekami spočívají místo trestanců slamění panáci. Vězni tudíž měli dostatek času uprchnout přes Nové Město nad Metují do pruského Kladska.
Schütte po zdařilém útěku odplul do Spojených států, kde po vypuknutí občanské války (1861-1865) bojoval na straně Unie. Byl však jako zásobovací důstojník George B. McClellana obviněn ze zpronevěry vojenských zásob a vzniklou škodu musel uhradit. Zemřel dva roky po válce v New Yorku na tuberkulózu.